# Ischnomera graeca
Ischnomera graeca is een keversoort uit de familie schijnboktorren (Oedemeridae). De wetenschappelijke naam van de soort is voor het eerst geldig gepubliceerd in 1976 door Dahlgren.